# Мисури (линеен кораб, 1944)
Мисури (на английски: USS Missouri (BB-63), „Големият Мо“ (на английски: Big Mo)) е линеен кораб на САЩ, използван през 1944 – 1992 година. Той е последният въведен в експлоатация американски линеен кораб и е известен с проведената на борда му капитулация на Япония в края на Втората световна война.
Той е третият от четирите завършени кораба от типа „Айова“ и е построен в Бруклинската военна корабостроителница, получавайки името на американския щат Мисури Третият кораб в състава на ВМС на САЩ с това име. Завършен през лятото на 1944 година, той е изпратен в Тихия океан, където участва в битките за Иво Джима и за Окинава, както и по-късно в Корейската война. Изведен в резерва през 1955 година, той е реконструиран и върнат в активна служба през 1984 година, след което участва във Войната в Персийския залив. През 1992 година е окончателно изведен от експлоатация, закотвен е в Пърл Харбър и е превърнат в кораб-музей отворен за посещения през 1999 г. Като култов кораб, е заснет в няколко кино- и телевизионни филма.

## История на службата

### Втора световна война
След приключването на ускорения курс по бойна подготовка „Мисури“, от 11 до 18 ноември 1944 г., извършва преход от Норфолк към Сан Франциско. На 13 януари 1945 г. линкорът пристига на Улити и влиза в състава на бързоходното авионосно съединение TF.58, ставайки флагмански кораб на командващия съединението адмирал Марк Митшер. През периода януари – март 1945 г., заедно със съединението, нанася удари по цели на Японските острови. На 19 февруари обстрелва Иво Джима. През февруари сваля 5 японски самолета. На 24 март 1945 г. с артилерийски огън поддържа стоварването на десанта на Окинава. На 11 и 16 април е подложен на атаки на камикадзе, като получава леки повреди. На 5 май 1945 г. съединението е подложено на масирана атака на камикадзе, по време на която „Мисури“ успява да свали от 5 до 6 самолета. От 27 май до 6 юни 1945 г. прикрива авионосното съединение по време на бомбардировките на остров Кюшу. От 13 юни до 8 юли 1945 г. „почива“ в залива Лейте. След това продължава да действа при японското крайбрежие, обстрелвайки на 15 юли Муроран и на 17 – 18 юли Хитачи. На 29 август влиза в Токийския залив. Тук, на 2 септември, на борда на „Мисури“ се състои церемонията по подписването на акта за безусловната капитулация на Япония. На 6 септември линкорът напуска Токийския залив, след това посещава Гуам и Пърл Харбър и на 23 октомври пристига в Ню Йорк, влизайки за ремонт. За времето на Втората световна война „Мисури“ получава три бойни звезди.

### Следвоенен период и войната в Корея
Началото на 1946 г. заварва линкора в учебен поход за Куба. От 22 март до 9 май 1946 г. „Мисури“ се намира в Средиземно море, извършвайки посещения на Истамбул, Пирея, Алжир и Танжер. След няколко похода по Атлантика, на 30 август 1947 г., посещава с визита Рио де Жанейро. На обратния път за САЩ, от 7 до 19 септември, се занимава с доставката в Норфолк на намиращия се на посещение в Бразилия президент Хари Труман. От 23 септември 1947 до 10 март 1948 г. линкорът преминава ремонт. След излизането от ремонта „Мисури“ извършва учебен поход към Гуантанамо, а през ноември 1948 г., за три седмици, провежда поход в арктически води. От 23 септември 1949 г. до 17 януари 1950 г. пак преминава ремонт и модернизация в Норфолк. На 17 януари 1950 г., по време на изпитанията, засяда на плитчина в Чесапийкския залив. Свален е от плитчината едва на 1 февруари 1950 г., след което на линкора отново му се налага да влезе за спешен ремонт на получените повреди. Те не са напълно отстранени, и на 19 август 1950 г. „Мисури“ отплава за бреговете на Корея. От 15 септември 1950 до 19 март 1951 г. приема участие в бойните действия на Корейската война. На обратния път, от 23 до 28 март 1951 г., извършва заход към Йокосука и на 27 април 1951 г. се връща в Норфолк. През лятото на 1951 г. „Мисури“ извършва два учебни похода към Северна Европа. От 18 октомври 1951 до 30 януари 1952 г. преминава ремонт в Норфолк. След ремонта извършва учебен поход до Гуантанамо, от февруари до юни 1952 г. След това, на 11 септември 1952 г., отново отплава към бреговете на Корея. От 25 октомври 1952 до 25 март 1953 г. повторно участва в бойните действия. За времето на Корейската война „Мисури“ получава пет бойни звезди. На 4 май 1953 г. се връща в Норфолк и от 20 ноември 1953 до 2 април 1954 г. преминава ремонт. След това извършва учебен поход за Европа, от 7 юни до 3 август 1954 г., като междувременно посещава Лисабон и Шербур. На 26 февруари 1955 г. е изваден в резерва в Бремъртън. Намирайки се в резерва, е отворен за посещения в качеството на кораб-музей, приемайки ежегодно до 100 000 посетителя.

### Модернизация през 1980-е и край на службата
След приемането на решението за влизане в строй, от 14 до 25 май 1985 г., е преведен за модернизация в Лонг Бийч. Отново е въведен в строй на 10 май 1986 г. От Лонг Бийч отплава за плаване. Намира се на него от 10 септември до 19 декември 1986 г., преминавайки през Пърл Харбър, Сидни, Диего Гарсия, Суецкия канал, Истамбул, Лисабон, Панамския канал и след това се завръща в Лонг Бийч. От 27 юли 1987 г. до 19 януари 1988 г се намира в поход през Арабско море и Персийския залив. В периода 1988—1990-е години линкорът участва в маневрите „Rimpac-88“ и „Rimpac-90“, по време на които нанася визити във Ванкувър и Пусан. От 17 януари до 28 февруари 1991 г. взема участие в бойните действия срещу Ирак. На обратния път за САЩ посещава австралийските Пърт и Хобарт. През май 1991 г., след пристигането си в САЩ, посещава Сиатъл, Ванкувър и Сан Франциско. На 7 декември 1991 г. се намира в Пърл Харбър на мемориалните мероприятия по повод 50-а годишнина от атаката на Япония над Пърл Харбър. На 31 март 1992 г. линкорът е изваден от състава на флота и се остава в Бремъртън. На 23 май 1998 г. преминава в Пърл Харбър и е поставен на вечна стоянка при остров Форд. От 29 януари 1999 г. „Мисури“ е открит за посещения.

## В културата
- На борда на кораба се развиват събитията във филма „Под обсада“ (на английски: Under Siege). В ролята на „Мисури“ всъщност е линейният кораб „Алабама“.
- Корабът има непосредствено участие във филма „Бойни кораби“ (на английски: Battleship).
- Историята на „Мисури“ след хората е показана в научнопопулярния сериал „Животът На Земята След Хората“ (на английски: Life After People).